# Gonomyia flavomarginata
Gonomyia flavomarginata är en tvåvingeart som beskrevs av Enrico Adelelmo Brunetti 1912. Gonomyia flavomarginata ingår i släktet Gonomyia och familjen småharkrankar. Inga underarter finns listade i Catalogue of Life.